# Dominium Pákistán
Dominium Pákistán (anglicky Dominion of Pakistan), oficiálně jen Pákistán, byl nezávislý federativní stát odpovídající dnešním státům Pákistán a Bangladéš, který existoval mezi 15. srpnem 1947 a 23. březnem 1956. Dominium Pákistán vzniklo z těch částí Britské Indie, kde tvořili muslimové většinu obyvatel. Ze zbylé části Britské Indie obývané hinduistickým a nemuslimským obyvatelstvem vzniklo Dominium Indie (nebo také Indická Unie) současně se vznikem Dominia Pákistán.
Dominium Pákistán se skládalo ze dvou částí Západního Pákistánu (dnešní Pákistán) a Východního Pákistánu (dnešní Bangladéš, původně východní Bengálsko). Západní Pákistán byl vzdálen od Východního přes 1 500 km, které tvořilo území Indie.

## Historie
Dominium Pákistán vzniklo po rozdělení Britské Indie (podle Radcliffova linie) a společně s ním vzniklo dominium Indie. Oba tyto státní celky vznikly na základě Zákona o nezávislosti Indie z roku 1947, který byl přijat Parlamentem Spojeného království. Podle tohoto zákona měla obě dominia existovat až do doby, než budou přijaty jejich nové ústavy. V případě Indie se tak stalo 26. ledna 1950, kdy se z Indické unie oficiálně stala Indická republika. Pákistán zůstal formálně monarchií až do 23. března 1956, kdy přijal republikánskou ústavu a poslední generální guvernér Iskandar Mírza se stal prvním prezidentem.
V době existence obou dominií zůstával oficiální hlavou státu britský monarcha (jako král Pákistánu) nejdříve Jiří VI. (1947–1952) a poté Alžběta II. (1952–1956). Panovníka zastupoval generální guvernér. Tento úřad zastávali celkem 4 muži:
1. Muhammad Alí Džinnáh (1947–1948), zemřel v úřadu
2. Chádža Názimuddín (1948–1951)
3. Ghulám Muhammad (1951–1955)
4. Iskandar Mírza (1955–1956), stal se prezidentem

## Území a rozdělení
Dominium Pákistán byla federace několika území (provincií, knížecích států, atd.), které byly kromě hl. města a Východního Pákistánu v roce 1955 spojeny v jedinou provincii Západní Pákistán:
- Karáčí – federální hlavní město
- Balúčistán – skládal se z vícero knížecích států, které se v roce 1970 staly jediným státem
  - Chief Commissioner's Province – provincie
  - Kalat – knížecí stát
  - Charán – knížecí stát
  - Las Bela – knížecí stát
  - Makran – knížecí stát
- Amb – knížecí stát
- Bahávalpur – knížecí stát v moderní provincii Paňdžábu
- Čitrál – knížecí stát
- Dir – knížecí stát
- Khayrpur – knížecí stát
- Nagar – knížecí stát
- Svát – knížecí stát
- Severozápadní pohraniční provincie
- Sindh – provincie
- Západní Paňdžáb – provincie
- Východní Pákistán (Východní Bengálsko) – provincie

Provizorním hlavním městem federace se stalo Karáčí a zůstalo jím až do postavení nového hlavního města Islámábád v roce 1966. Pákistán si navíc nárokoval území Kašmíru.